# Fakty i Kommentarii
Fakty i kommentarii, en ukrainien Факты и комментарии traduit en Faits et Commentaires, créé en 1997, est le deuxième journal le plus lu en Ukraine d’après le rapport de RSF sur les médias.
Ce journal basé à Kiev, propose divers interviews et actualités mais aucune analyse. Il est contrôlé par Viktor Pintchouk, un oligarque influent et le gendre de l'ex-président du pays, Leonid Koutchma
La caractéristique principale de ce journal est le long titre détaillé des articles.